# Presbytis frontata
Presbytis frontata (Сурілі білолобий) — вид приматів з роду Presbytis родини мавпові.

## Опис
Хутро забарвлене в жовтувато-коричневий колір на спині і сіро-коричневий на животі, кисті рук і ступні чорні. Є світла пляма попереду на гребені волосся на голові. Близько 5,6 кілограмів, це відносно невеликі примати, тонкої будови тіла і мають довгий хвіст і довгі задні лапи.

## Поширення
Країни проживання: Індонезія (Калімантан); Малайзія (Саравак). Дуже мало відомо про середовище проживання та екологію цього виду. Живе у первинних низовинних тропічних лісах, річкових і пагорбових лісах, іноді у вторинних лісах і плантаціях. Вони рідко бувають на висоті над 300 метрів.

## Стиль життя
Є денними і деревними. Живуть в групах від 10 до 15 тварин, в основному це гаремні групи. Є також одинаки-самці. Ці примати є травоїдними, що в основному споживають молоді листки, але на додачу ще й плоди та насіння.

## Загрози та охорона
Полювання на м'ясо і традиційної "медицини" є загрозами цьогому виду, а також втрата середовища існування. Велика частина лісового середовища проживання втрачається дуже швидко, особливо у зв'язку зі збільшенням плантацій олійних пальм та інших антропогенних місць. Цей вид захищений індонезійським законодавством і повністю захищений на о.Саравак; він включений в Додаток II СІТЕС. Зустрічається, як відомо, принаймні в семи охоронних територіях.